# 짱안 경관 단지
짱안 경관 단지(Tràng An Scenic Landscape Complex)는 베트남 호알르, 땀꼭-빅동, 그리고 바이딘사를 포함한다. 2014년 6월 23일, 도하에서 개최된 제38차 세계유산위원회에서 짱안 풍경구가 유네스코 세계 유산으로 등록되었다.
짱안은 베트남 닌빈 근처에 있으며 동굴 보트 여행으로 유명하다.

## 위치
짱안 선착장은 고도 호알르 남쪽 3km 떨어진 곳에, 짱안 대로를 따라 호알르시 중심부에서 7km 떨어진 곳에 위치한다. 땀꼭을 관통해 북쪽으로 땀디엡으로부터는 16km 떨어진 곳에 위치해 있다. 짱안 - 땀꼭 지역은 61.72km2면적을 가지고 있고, 이곳은 경관 특별 보호 구역이다. 이 특별 보호 구역은 호알르 고대의 수도 보존 계획에 속해 있으며, 122.52km2 면적의 짱안 세계 유산 계획 하에 있다. 짱안 풍경구에서 , 북쪽으로 고대 수도 호알르의 중심지가 있고, 남쪽으로는 땀꼭-빅동 관광 구역이 있으며, 중앙에는 짱안 생태 관광 구역이 위치해 있다. 이 세 지역은 석회암산과 강, 호수, 늪이 있는 호알르 특별 이용 삼림에 의해 서로 연결되어 있다.

## 다양한 생태계
짱안 지역은 크게 석회암산 생태계와 수생 생태계 두 종류의 생태계가 있다. 공동체의 생물학적 다양성은 이 두 생태계를 구성하는 주요 요인이다. 자연환경은 생물, 산맥, 동굴, 수역이 서로 다양하게 어우러져 푸른 물의 아름다움을 발산하며 세계적으로 희귀한 지역으로 만들어진다. 호알르 1995년 5월 19일 지정된 역사 문화 삼림(호알르 특별 이용 삼림)에 속해 있다.
호알르의 자연 식물은 석회암 숲과 석회암 지역 사이에 어우러진 계곡의 저지대에 있는 상록수 숲이다. 여러 기관의 조사 결과에 따르면, 600여 종의 식물과 200여 종의 동물들이 지상 상태계를 이루고 있다. 수생생생태계는 30여 종의 떠다니는 동물과 40여 종의 구부러진 동물로 구성되는데, 여기에는 희귀종이 다수 포함되며, 특히 보호가 필요한 줄무늬목 거북이 등이 포함된다. 짱안에는 난초, 등 310종 이상의 희귀한 식물과 조류가 있다.

## 갤러리
- 동쪽의 호알르 거리의 다리
- 관문 to King Đinh Tiên Hoàng Temple
- 호알르 고대 수도 축제
- 딘왕조와 레왕조 연례 축제
- 하사, 릉오동강
- 구불구불한 응오동강
- 고도 호알르 내의 땀꼭
- 땀꼭
- 땀꼭 - 닌빈
- 동굴 속 풍경